# 170
70 е число от месеца, година и деня

## Събития
- Консули в Рим са Гай Еруций Клар и Марк Корнелий Цетег.

## Родени
- Юлия Домна – съпруга на римския император Септимий Север (починала през 217 г.)